# Sustipan
Sustipan je majhen polotok, ki se nahaja v jugozahodnem delu Splita. V srednjem veku sta tam bila benediktinski samostan in cerkev. V 19. stoletju je bilo v Sustipanu zgrajeno eno najlepših pokopališč celotne Hrvaške. Komunistična oblast je v 20. stoletju odstranila pokopališče. 
Danes je tu čudovit gozdni park, idealen za sprehode.